# Los exitosos Pérez
Los exitosos Pérez es una telenovela mexicana, adaptación de la comedia argentina Los exitosos Pells, fue producida por José Alberto Castro para Televisa en 2009 y grabada en Argentina y México. Se estrenó el 30 de agosto de 2009 a las 21:00, al finalizar Alma de hierro, y después ocupó el horario de las 22:00 horas, por el Canal de las estrellas.
Fue protagonizada por Ludwika Paleta y Jaime Camil, y con las participaciones antagónicas del primer actor Rogelio Guerra, la primera actriz Verónica Castro, Paty Díaz, Marco Méndez y la primera actriz Macaria. Contó además con las actuaciones estelares de José Ron, África Zavala, Pablo Valentín, Ana Martín entre otros.

## Sinopsis
Martín Pérez, un hombre soberbio y manipulador, es el presentador de noticias más famoso del país. Ha trabajado varios años en el canal Global News, siendo su labor en ese lugar la que le permitió alcanzar el reconocimiento público del que goza. Roberta Santos, dueña del canal RS News, la competencia de Global News, sabe que pronto finalizará su contrato con el canal, le hace en secreto una oferta laboral que tras algunas negociaciones Pérez está decidido a aceptar.
Martín le comunica su aprobación de abandonar su trabajo al dueño de Global News, Franco Arana, quien desesperado ante tal confesión entabla una acalorada disputa con el periodista. En un momento de enojo, Franco empuja a Martín, que cae de espaldas y tras golpearse la cabeza, queda inconsciente. Asustado y preocupado, creyendo que mató al hombre más famoso del país, deja a cargo de la situación a su mano derecha, Amanda y se retira del canal.
Casualmente, durante el trayecto hacia su hogar, Franco atropella con su vehículo a Gonzalo, un actor y profesor de teatro muy parecido físicamente a Martín a quien le propone suplantarlo a cambio de una importante suma de dinero. Gonzalo acepta, apremiado por una deuda hipotecaria, y tras firmar un contrato que ni él ni su mánager habían leído, comienza a reemplazar a Pérez.
Gonzalo, ya con su nueva vida como Martín, descubre que los Pérez son un matrimonio sólo delante de las cámaras y ante el público, pero en la intimidad se ignoran y se llevan mal. Martín es homosexual y su pareja es Tomás, hijo del dueño del canal, mientras que Sol mantiene un romance con Diego, un cronista de Global News. Con el paso del tiempo, Gonzalo se enamora de Sol y trata de acercarse a ella, pero es rechazado por su supuesta esposa que sabe que a Martín no le gustan las mujeres, porque él mismo se lo confesó tiempo después de que comienzan a mantener una relación sentimental que él había utilizado por conveniencia para escalar posiciones dentro del canal. Pero como él no siente atracción por los hombres, a Sol le llama mucho la atención como se modifica su relación con el tiempo, estando más cerca de ella que de Tomás.

## Reparto
- Ludwika Paleta - Soledad "Sol" Duarte de Pérez
- Jaime Camil - Martín Pérez / Gonzalo González
- Verónica Castro - Roberta Santos
- Rogelio Guerra - Don Franco Arana
- Paty Díaz - Amanda Olivera
- Macaria - Rebeca Ramos Villaseñor
- José Ron - Tomás Arana
- África Zavala - Liliana "Lily" Cortéz
- Marco Méndez - Diego Planes
- Pablo Valentín - Sergio Méndez
- Dalilah Polanco - Daniela "Dani"
- Mauricio Mejía - Charlie Díaz
- Gastón Ricaud - Joséfo
- Iván Espeche - Ricardo Juárez
- David Chocarro - Ignacio "Nacho" de la Torre
- Ana Martín - Renata "Rosa" Manzanilla de la Cruz
- Santiago Ríos - Álvaro Chávez
- Fabian Bagnato  - actor argentino "reportero estrella"
- Georgina Domínguez - Margarita Juárez
- Tomy Dunster - Gonzalo Amor
- Gisela Van Lacke  - Dolores "Lola"
- Brenda Gandini Adriana
- Susana González -  Alessandra "Alex" Rinaldi
- Víctor Laplace - Alfonso Duarte
- Mike Amigorena - Adrián Bravo
- Eduardo Narvay - Ramos

## Premios y nominaciones

### Premios TVyNovelas 2010
| Categoría                 | Persona                        | Resultado |
| ------------------------- | ------------------------------ | --------- |
| Mejor actor juvenil       | José Ron                       | Ganador   |
| Mejor dirección de escena | Benjamín Cann Alejandro Gamboa | Nominados |